# Dolores (Cabañas)
Pour les articles homonymes, voir Dolores.
Dolores est une municipalité du département de Cabañas au Salvador.